# Gabriel Urralburu
Gabriel Urralburu Tainta, né le 6 novembre 1950 à Ezcároz, est un homme politique espagnol membre du Parti socialiste ouvrier espagnol (PSOE). Il est président de la Députation forale de Navarre entre 1984 et 1991.

## Biographie

### Jeunesse et débuts en politique
Il obtient une licence en sciences théologiques et morales au centre supérieur des études théologiques de Pampelune.
Il adhère en 1973 au Parti socialiste ouvrier espagnol (PSOE), qui se trouve toujours dans la clandestinité. Élu secrétaire général de la section provinciale de Navarre (ASPN) et membre du comité fédéral du parti en 1975, il est ordonné prêtre de la Société du Verbe-Divin l'année d'après.

### Ascension
Pour les élections constituantes du 15 juin 1977, il est investi tête de liste du PSOE dans la circonscription de la Navarre. Il est choisi comme secrétaire de la commission parlementaire de l'Économie. Réélu aux élections législatives du 1er mars 1979, il siège notamment à la commission des Affaires étrangères et à la commission des Finances.
Un mois plus tard, il postule aux élections au Parlement foral de Navarre du 3 avril, en tête de liste dans la circonscription de Pampelune-Capitale. Il est donc élu au Parlement foral, où les socialistes remportent 15 sièges, contre 20 à l'Union du centre démocratique (UCD) et 13 à l'Union du peuple navarrais (UPN).
Il annonce le 26 janvier 1982 aux côtés de Txiki Benegas que l'ASPN se transforme en fédération autonome du PSOE et prend le nom de Parti socialiste de Navarre-PSOE (PSN-PSOE).

### Président de la Députation forale
L'année suivante, il est tête de liste du PSN-PSOE aux élections forales du 8 mai 1983. Le jour du scrutin, les socialistes deviennent la première force politique de la communauté forale avec 35,6 % des voix et 20 députés sur 50 au Parlement de Navarre.

#### Un premier mandat au début compliqué
Le 27 juin, après l'échec du candidat de l'UPN José Ángel Zubiaur aux quatre tours de scrutin, le PSN-PSOE annonce qu'il sera candidat à la présidence du gouvernement autonomique et qu'il entame de ce fait des négociations avec le Parti nationaliste basque (EAJ/PNV). N'ayant pas trouvé d'accord avec l'EAJ/PNV, il renonce cinq jours plus tard, tout en sachant que le statut d'autonomie fait qu'il deviendra automatiquement chef de l'exécutif au 21 août.
À la veille de cette échéance, le PSN-PSOE et l'UPN s'affrontent sur l'interprétation du statut, les seconds affirmant qu'eux seuls ont présenté un candidat à l'investiture, donc que la nomination doit automatiquement leur revenir. Le président du Parlement ayant finalement proposé que le souverain nomme formellement Zubiaur, les socialistes déposent un recours devant le Tribunal constitutionnel le 5 septembre. Cinq mois plus tard, le 6 février 1984, le Tribunal donne raison au PSN-PSOE, annule la proposition transmise au roi et ordonne au président du Parlement de proposer, sous cinq jours, un nouveau candidat à l'investiture et qu'en cas d'échec de ce dernier, il devra nommer le représentant du parti le mieux représenté à l'assemblée.
Se présentant à l'investiture au début du mois de mars, il échoue aux quatre tours de scrutin. Le candidat présenté par la Coalition populaire (CP) s'étant à son tour incliné, Gabriel Urralburu est formellement proposé à Juan Carlos Ier le 17 avril 1984. Il est officiellement nommé à 33 ans président de la Députation forale de Navarre le 27 avril, étant le dernier chef de gouvernement autonomique à entrer en fonction.

#### Une minorité accrue pour son second mandat
Aux élections au Parlement de Navarre du 10 juin 1987, les socialistes enregistrent un recul avec 27,7 % des exprimés et 15 députés, tout en restant la première force parlementaire. Sans alliance, il perd les quatre votes successifs d'investiture organisés au mois d'août. Le candidat de l'UPN Juan Cruz Alli ayant à son tour échoué quatre fois, le président du Parlement propose Urralburu comme chef de l'exécutif le 1er octobre, à l'issue du délai de deux mois depuis le premier vote d'investiture. Il est formellement désigné pour un second mandat le 6 octobre.

### L'échec de 1991 et le passage dans l'opposition
Il confirme la place du PSN-PSOE sur la scène politique au cours des élections autonomiques du 26 mai 1991, remportant 33,4 % et 19 députés. Il est toutefois devancé d'un siège par l'UPN, qui rassemble désormais tout le centre droit dans la communauté autonome. Après quatre échecs d'Alli en juillet, il se présente à son tour à l'investiture parlementaire, mais ne parvient pas à l'emporter après quatre tentatives au début du mois d'août. Il est donc relevé de ses fonctions le 23 septembre, au profit du conservateur régionaliste Juan Cruz Alli.

### Les«affaires»et le retrait de la politique
Le 15 avril 1994, après que trois journaux, dont un de Madrid, ont publié des informations l'associant ainsi que son épouse aux affaires immobilières douteuses de Luis Roldán, ancien directeur général de la Garde civile, il se déclare prêt à remettre sa démission pour prouver son innocence. Une commission d'enquête parlementaire est cependant instituée le 8 mai afin d'étudier les concessions faites à une entreprise de construction au cours de ses deux mandats. Il renonce le 17 juin à conserver la direction du PSN-PSOE, la presse ayant révélé les relations commerciales entre son épouse et Jorge Esparza, directeur commercial de l'entreprise de construction et prête-nom de Roldán. Il abandonne le Parlement le 26 août pour les mêmes raisons.
Le juge d'instruction de l'affaire à Pampelune décide de le placer en détention provisoire le 30 novembre 1995 pour « enrichissement illicite », Urralburu s'étant montré incapable de justifier la provenance des sommes d'argent lui ayant permis de réaliser de nombreuses acquisitions immobilières au cours de ses mandats. Le magistrat considère en effet que Roldán, Urralburu et Antonio Aragón, député foral aux Travaux publics entre 1987 et 1991, ont personnellement touché près de 260 millions de pesetas de commissions occultes de la part des entreprises chargées de réaliser l'autoroute entre Pampelune et Saint-Sébastien.
Il est relâché le 30 mai 1996, la justice considérant qu'il avait passé trop de temps en prison sans qu'une décision ne soit rendue concernant sa culpabilité. Le 7 septembre 1998, il est condamné à onze ans de prison par la cour provinciale de Pampelune. Sa peine de prison est réduite à quatre ans par le Tribunal suprême le 28 mars 2001.
Il suit alors des cours de l'université nationale d'enseignement à distance (UNED) et accède à la profession d'avocat. Il est placé en liberté conditionnelle en 2003 et se dédie exclusivement à l'exercice de son métier dans un cabinet situé à Madrid.